# Bartomeu Sastre Garau
Bartomeu Sastre Garau (1895-1971, Llucmajor, Mallorca), conegut com a Llopis, fou un polític llucmajorer d'esquerres que fou batle de Llucmajor durant la II República, per primera vegada entre l'abril de 1931 i l'octubre de 1934 i per segona entre el febrer i el juliol de 1936, en què fou destituït quan s'inicià la Guerra Civil.

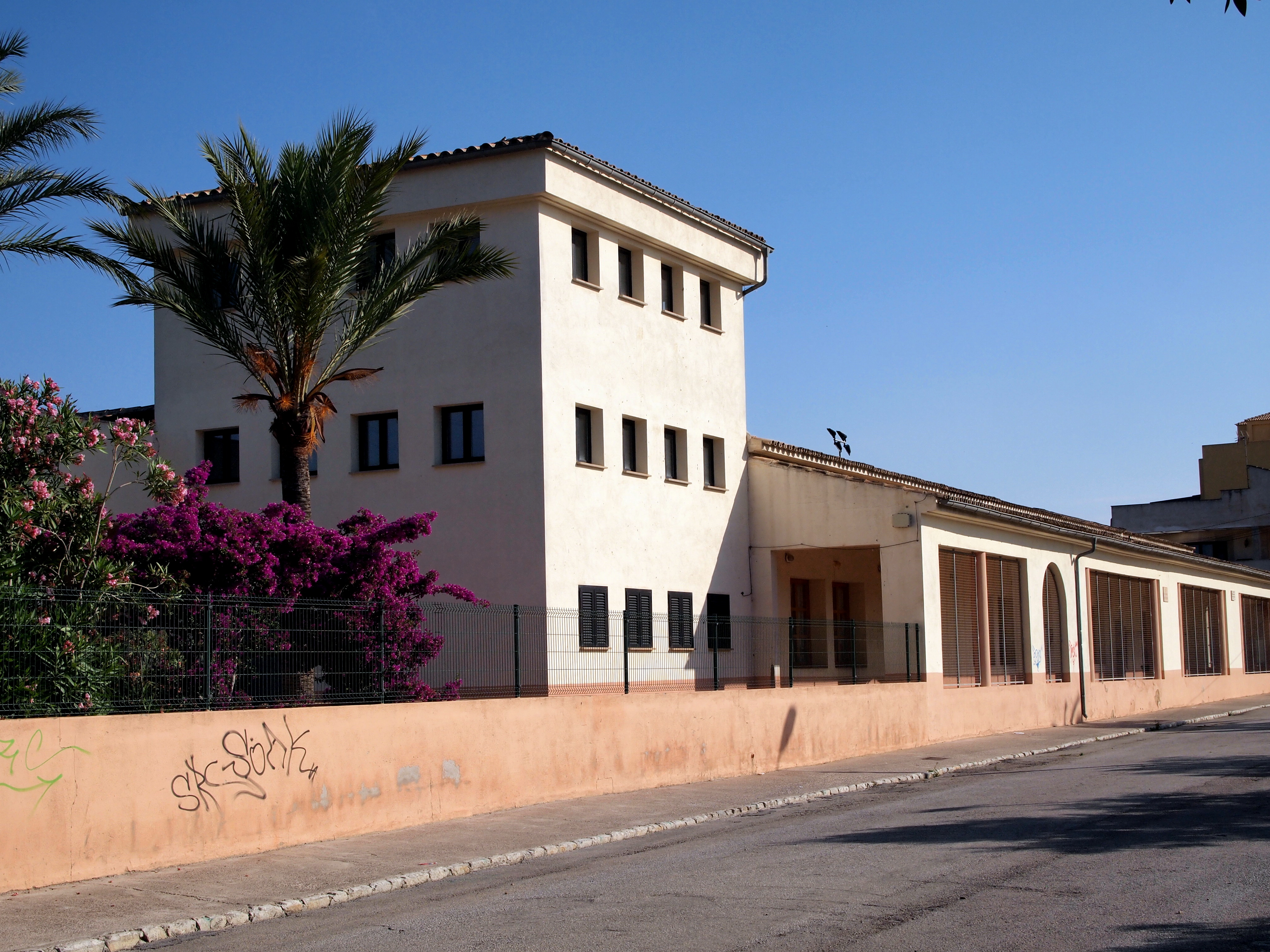
Aules del CEIP Rei Jaume III a la façana principal, al carrer Bartomeu sastre Garau

Sastre era membre d'Esquerra Republicana Balear i entre les seves obres com a batle destaca la secularització del cementiri i l'inici de la construcció d'una nova escola pública, l'actual CEIP Rei Jaume III, que projectà l'arquitecte Guillem Forteza Pinya el 1932. A partir de 1936 sofrí repressió en diferents indrets, però aconseguí salvar la vida i fou rehabilitat. Es dedicà al negoci familiar i regentà una destil·leria a Llucmajor en la qual produïa entre d'altres el Palo Sastre i el Ron Submarino, que se segueixen produint actualment per part d'altres destil·leries.